# Rechtsfreier Raum
Als rechtsfreier Raum wird in den Massenmedien und in der Öffentlichkeit ein zeitlich, räumlich oder thematisch begrenzter Bereich bezeichnet, in dem keine Gesetze wirken, vorhanden sind, beachtet oder durchgesetzt werden. Der Begriff wird häufig von Berufspolitikern und Medien als politisches Schlagwort verwendet. In vielen Fällen ist umstritten, ob ein rechtsfreier Raum besteht oder ob dies ein Problem darstellt, nicht zuletzt da in der Gesellschaft, z. B. beim Schutz geistigen Eigentums, unterschiedliche Bedürfnisse nach Regelung oder Regeldurchsetzung bestehen.

## Beispiele
- Niemandsland
  - Vom Menschen unbesiedelte Räume, wie die Hohe See, die Antarktis oder das Weltall mit nur geringen rechtlichen Regelungen und Möglichkeiten, diese durchzusetzen, siehe aber Seerecht, Politischer Status der Antarktis, Weltraumrecht
  - Grenzgebiete, die de facto keiner klaren territorialen Herrschaft unterliegen (wie das Lenné-Dreieck in Berlin, in der Zeit zwischen dem Bau der Berliner Mauer 1961 und 1988, als das Areal an West-Berlin überging.[1])
- Nach der obrigkeitsstaatlichen Lehre von den Besonderen Gewaltverhältnissen galten bestimmte Anstalts- und Beamtenverhältnisse als im Wesentlichen rechtsfreie Räume, da der Einzelne in die Staatsorganisation einbezogen war.
- Unfähigkeit des Staates, Gesetze bei einem Zusammenbruch der öffentlichen Ordnung durchzusetzen, z. B. zeitlich begrenzt aufgrund von Katastrophen (Plünderungen nach dem Hurrikan Katrina in New Orleans)[2] oder Bürgerkriegen (z. B. nach dem Zusammenbruch der Zentralregierung Somalias 1991)
- Rechtsfreiheit aufgrund transnationaler Wirtschafts- und Technikstrukturen, die sich zum Teil dem Zugriff staatlicher Regulierung aus normativen oder tatsächlichen Gründen entziehen: Internet, in Ausnahmefällen Rechtlosigkeit oder Anonymität im Internet, Vollzugsdefizit u. a.

Inwiefern im Internet tatsächlich rechtsfreie Räume entstehen oder dies lediglich auf subjektiven Einschätzungen und Unkenntnis beruht, ist umstritten.

## Programmierte Fremdbestimmung
Erhebliche Gefahren und Lücken durch die „neue“ Welt vielfältiger programmierter Fremdbestimmungen wurden im Juli 2017 auf einer BMJV Konferenz „Digitales Leben  Vernetzt. Vermessen. Verkauft?“ in Berlin thematisiert. Verhaltenssteuerung durch Algorithmen geschehe weitgehend in einem „Arkanbereich“, sei Dritten also kaum zugänglich und von der Gesellschaft schwer zu kontrollieren, stellte der ehemalige Richter des Bundesverfassungsgerichts Wolfgang Hoffmann-Riem fest: „Wirksame Vorkehrungen zum Rechtsschutz“ fehlen, vor allem „kollektive Gemeinwohlgüter“ sind durch Selektionsmechanismen und die Stigmatisierung bestimmter Bevölkerungsteile gefährdet.

## Internet als rechtsfreier Raum
Befürworter netzpolitischer Regulierungen wie der Vorratsdatenspeicherung, des Zugangserschwerungsgesetzes oder eines härteren Vorgehens gegen Urheberrechtsverstöße kritisieren das Internet häufig als rechtsfreien Raum. Die Forderung von Politikern und Lobbyisten, das Internet dürfe kein rechtsfreier Raum sein, wurde zu einer Standardredewendung in netzpolitischen Debatten.
Bürgerrechtler, Netzaktivisten und Politiker halten dem entgegen, es handele sich dabei um eine irreführende Floskel, weil im Internet bereits die gleichen Gesetze wie in der reellen Welt gelten würden und das Netz mittlerweile sogar darüber hinausgehend reguliert sei.